# ثابت پلانک

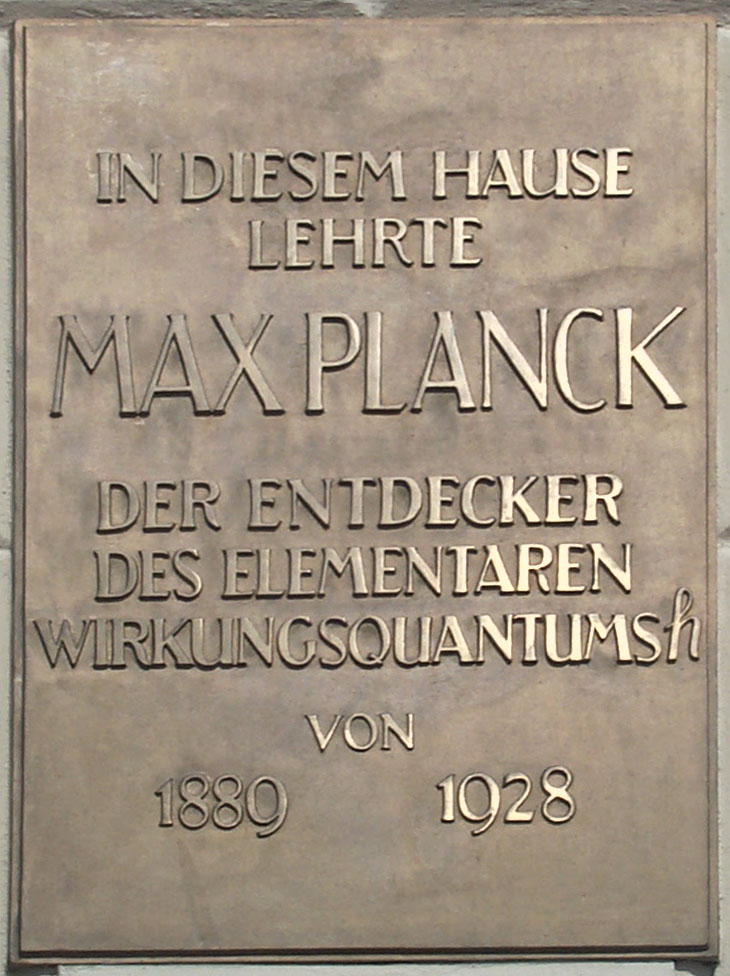
نشان افتخار که به سبب کشف ثابت پلانک، به ماکس پلانک تقدیم شده‌است. این نشان مقابل دانشگاه هومبُلت برلین نصب شده‌است، پلانک از سال ۱۸۸۹ تا ۱۹۲۸ در این دانشگاه تدریس می‌کرد.

ثابت پلانک (به انگلیسی: Planck constant) یک ثابت طبیعی در فیزیک و از مفاهیم اساسی در مکانیک کوانتومی است که مرتبط کننده انرژی فوتون به بسامد آن می‌باشد؛ چنان‌که ثابت پلانک ضرب در فرکانس فوتون برابر است با انرژی فوتون.
این ثابت به اسم ماکس پلانک فیزیک‌دان آلمانی نامیده شده‌است که در سال ۱۹۰۰ میلادی آن را کشف کرد. این ثابت در فیزیک با {\displaystyle h} نشان داده می‌شود و مقدار آن برابر است با:
در برخی از رشته‌های فیزیک بیشتر به جای {\displaystyle h} از {\displaystyle \hbar } (که با نام ثابت کاهیده پلانک یا ثابت دیراک شناخته و «اچ بار» خوانده می‌شود) استفاده می‌شود:
{\displaystyle \hbar ={\frac {h}{2\pi }}=1{,}054572\cdot 10^{-34}\,{\rm {{J\,s},}}}
ثابت پلانک اولین بار به عنوان ضریب تناسب بین انرژی فوتون، و بسامد({\displaystyle \nu }) موج الکترومغناطیس مربوط به آن شناخته شد. به این رابطه «رابطهٔ پلانک» یا «رابطهٔ انیشتین-پلانک» گفته می‌شود.
{\displaystyle E=h\nu =\hbar \omega \ }
مطابق تعریف جدید (لازم الاعمال پس از ۲۰ می ۲۰۱۹)، ثابت پلانک دقیقاً برابر است با:{\displaystyle h=6.62607015(0)\times 10^{-34}kg.m^{2}.s^{-1}}

## پیدایش
ماکس پلانک اولین بار برای حل مسئله تابش جسم سیاه ثابت پلانک را معرفی کرد. مفهوم جسم سیاه را کیرشهف ۴۰ سال پیش از پلانک مطرح کرده بود. وقتی جسم سیاهی در دمای خاصی قرار می‌گیرد، امواج الکترومغناطیس تابش می‌کند. انرژی تابش شده از جسم سیاه با دمای آن بر اساس قانون استفان-بولتزمن تغییر می‌کند. همچنین طیف امواج الکترومغناطیس تابش شده از جسم سیاه در طول موج خاصی که با دمای جسم سیاه رابطه دارد بیشینه می‌شود که به رابطهٔ جابجایی وین شناخته می‌شود. نظریه الکترومغناطیس کلاسیک و مکانیک آماری از توضیح این قوانین تجربی عاجز بودند. طیف تابش جسم سیاه که از این نظریات کلاسیک به دست می‌آمد رابطه ریلی-جینز بود که در طول موج‌های کوتاه (بسامدهای زیاد) به شدت با این قوانین تجربی در تضاد بود. به این عدم توافق فاجعه فرابنفش گفته می‌شد.
پلانک فرض کرد که معادله حرکت نور مجموعه‌ای از نوسانگرهای هماهنگ در همه بسامدهای ممکن است. او می‌خواست با این فرض معادله‌ای برای طیف تابش جسم سیاه به‌دست بیاورد. در این بین برای به‌دست آوردن جواب یکتا فرض کرد که انرژی هر N نوسانگر هماهنگ به جای پذیرش مقادیر پیوسته، تنها مقادیر گسسته‌ای را اختیار می‌کند. او نشان داد که برای اینکه بتوان از این روش قانون جابجایی وین را به دست آورد، لازم است که این واحدهای کوچک انرژی با بسامد نوسانگرهای هماهنگ متناسب باشد. این رابطه امروزه به نام «رابطهٔ پلانک» شناخته می‌شود.
{\displaystyle E=h\nu =\hbar \omega \ }
فرض گسسته بودن انرژی امواج الکترومغناطیس نه تنها مشکل طیف تابش جسم سیاه را حل کرد که باعث انقلابی در فیزیک قرن بیستم به نام نظریه مکانیک کوانتومی شد.

## کاربردها
کاربرد این مقدار قبل از همه در معادله شرودینگر و معادله دیراک است. از این گذشته نیز در موارد زیر:
- معادله هایزنبرگ:

{\displaystyle [{\hat {p_{i}}},{\hat {x_{j}}}]=-i\hbar \delta _{ij}}
- اصل عدم قطعیت:

{\displaystyle \Delta x\Delta p\geq {\begin{matrix}{\frac {1}{2}}\end{matrix}}\hbar }